# Parti national de Vanuatu
Le Parti national de Vanuatu est un parti politique vanuatais.

## Historique
Le parti fut fondé en 2004 par l'homme d'affaires Dinh Van Than, évincé de la tête du Parti national unifié en 2003. Il se présenta comme un parti visant à faire renaître « l'idéologie et les principes » du Père Walter Lini (proche ami de Dinh), qui avait mené le pays à l'indépendance en 1980 et l'avait dirigé pendant douze ans. Lini avait fondé sa politique sur le socialisme mélanésien et une politique étrangère anti-coloniale et non-alignée.
Le Parti national obtint son premier siège au Parlement lors des élections législatives de 2008. Isaac Hamarliu fut alors son premier et unique député.

## Programme
Le programme du parti lors de la campagne pour les élections de 2008 s'appuya sur les points suivants. 
- économie : adoption d'une « stratégie nationale des télécommunications » ; investissements dans l'enseignement supérieur et dans la formation aux métiers des infrastructures et des télécommunications ; mise en place de restrictions sur les commerces « asiatiques » en zones rurales ;
- santé, éducation et services sociaux : partenariat avec les églises, qui gèreraient ces services en zones rurales tandis que l'État se concentrerait sur le milieu urbain ;
- institutions : réduction du nombre de ministères ; réduction du salaire des députés.

## Représentation au Parlement
| Élection | Sièges |
| -------- | ------ |
| 2008     | 1 / 52 |